# 放射層

太陽の構造：
1. 太陽核
2. 放射層
3. 対流層
4. 光球
5. 彩層
6. コロナ
7. 太陽黒点
8. 粒状斑
9. 紅炎

放射層（ほうしゃそう、Radiation zone）は、太陽内部の中間の層である。生産されたエネルギーは核を出て放射層に入り、電磁波の形で放射層を通過する。放射層は密度が大きいため、波はあちこちに飛びまわり、何百年もかけて放射層を通過する。放射層は対流層の直下にあり、核のすぐ上にある。エネルギーが核からやってきて放射層を抜けるまでには、平均で17万1000年を要する。
質量の小さな赤色矮星や、主系列星段階を終えた赤色巨星などを除き、多くの恒星の内部には太陽と同様の放射層があると考えられている。